# Hendrichovce
Hendrichovce (in ungherese Hedri) è un comune della Slovacchia facente parte del distretto di Prešov, nella regione omonima.